# Пачково (Поморське воєводство)
Пачково (пол. Paczkowo, нім. Patschkau) — село в Польщі, у гміні Квідзин Квідзинського повіту Поморського воєводства.
У 1975-1998 роках село належало до Ельблонзького воєводства.